# 瓦莱-达马德里
瓦莱-达马德里是葡萄牙布拉干萨区的一个堂区。总面积11.53平方公里，总人口154人，人口密度13.4人/平方公里。